# Coprófago (banda)
Coprófago (a veces escrito Coprofago sin tilde) es una banda chilena de death metal técnico formada en Santiago en junio de 1993 por Sebastián Vergara, Pablo Solari, Pablo Álvarez e Ignacio Suit. Su nombre viene de la coprofagia (el hábito de comer materia fecal, practicado por insectos en general

## Biografía
Coprófago fue formada mientras sus miembros iniciales estaban aún en el colegio. Grabaron un demo, el cual fue un éxito de ventas, logrando la atención de algunas revistas. A pesar de ello, no tuvieron buenas críticas. Tras la integración del bajista Felipe Castro y el baterista Marcelo Ruiz, grabaron su disco debut, Images of Despair en 1999; y luego, en el 2000, Genesis, logrando mayor atención entre el público chileno. Han tocado con bandas como los brasileños Krisiun, los chilenos Criminal y otras bandas locales. Una creciente reputación por parte de miembros de bandas como Atheist y Darkane e incluso Watchtower hicieron un acuerdo para que Genesis fuera publicado bajo el sello francés Sekhmet.
Unas semanas después de su lanzamiento europeo, Marcelo, y luego Pablo Álvarez, se mudaron a Suecia, dejando a la banda en un período de inactividad hasta mediados del 2003, cuando volvieron para escribir y grabar su tercer álbum, Unorthodox Creative Criteria, lanzado en julio de 2005. El álbum tuvo una mezcla de death metal progresivo con algunos elementos del jazz fusion, lo que los cataloga como los Meshuggah chilenos.

## Miembros

### Miembros actuales
- Pablo Álvarez – voz, guitarra, guitarra sintetizada, teclados (1993-)
- Sebastián Vergara – voz, guitarra, teclados (1993-)
- Felipe Castro – bajo (1993–1999, 2004–)
- Marcelo Ruiz – batería (1995–)

### Miembros anteriores
- Rodrigo Castro – bajo (2000–2003)
- Pablo Solari – bajo (1993–1996)
- Ignacio Suit – batería (1993–1996)

## Discografía
- Images of Despair (1999)
- Genesis (2000)
- Unorthodox Creative Criteria (2005)
- Genesis 22 (2022)